# David XI
Pour les articles homonymes, voir David.
David XI ou IX de Karthli (en géorgien : დავით XI, Davit XI) ou Daud Khan (dynastie des Bagration) est d'abord (en 1562) antiroi de son frère aîné Simon Ier puis roi de Karthli de 1569 à 1578 avant d'être de nouveau remplacé par son frère.

## Biographie
David est le fils cadet du roi Louarsab Ier de Karthli. Dès 1562 et contrairement à son frère aîné Simon Ier, David fait sa soumission au Chah Tahmasp Ier de Perse et devient musulman sous le nom de « Daud Khan ». Le souverain iranien le nomme immédiatement roi de Karthli et l’envoie avec une armée perse prendre le pouvoir. Malgré cet appui, David ne peut contrôler avec ses quelques partisans géorgiens que la capitale Tiflis et la Basse Kartlie. 
Les deux frères se livrent bataille à de nombreuses reprises, principalement pour le contrôle de la capitale dont Simon Ier organise le blocus de 1567 à 1569. Les Géorgiens sont vainqueurs lors des batailles de Dighomi (1567) et de Samadlo (1569), mais Simon Ier est capturé lors de la bataille de Partskhisi en 1569 et envoyé en captivité dans la forteresse d’Alamut.
À partir de cette date, Daud Khan assume la royauté sur la totalité du Karthli comme roi vassal et paie un tribut annuel au Chah de Perse. Une partie des nobles refuse de reconnaître l’autorité de ce roi renégat et nomme comme régent en 1569 son cousin Vakhtang Ier, prince de Moukrani.
En 1578, lors de la rupture de l’accord de paix entre les Séfévides et l’Empire ottoman qui avait instauré le partage de la Géorgie en deux sphères d’influence, les troupes ottomanes envahissent la Géorgie orientale (Karthli et Kakhétie) ; Daud Khan se réfugie dans la province de Lorri et reconnaît la suzeraineté ottomane. Le Chah libère alors son frère Simon Ier, l’investit de nouveau comme roi de Karthli sous le nom de « Shah-Navaz-Khan Ier » et le charge d’aller combattre les troupes ottomanes en Géorgie orientale.
Daud Khan abandonne le contrôle du Lorri aux Ottomans et se réfugie à Istanbul. Il y est bien accueilli par le gouvernement ottoman qui lui concède la responsabilité de deux provinces. 
Daud Khan meurt à une date indéterminée. Ses deux fils, Bagrat Khan (légitime) et Khosrov Mirza (illégitime), capturés par les Perses, sont élevés à la cour d’Ispahan.

## Mariage et descendance
David IX épouse une princesse de Tarkou et obtient de ce mariage :
- 1569 : Bagrat VII (Bagrat Khan);
- une fille, mariée à Baadour Ier, duc d'Aragvi.

D'une relation avec une concubine naît :
- 1567 : Rostom (Khosrov Mirza).

## Sources
- Cyrille Toumanoff, Les dynasties de la Caucasie chrétienne de l'Antiquité jusqu'au XIXe siècle : Tables généalogiques et chronologiques, Rome, 1990, p. 141-142 et 526.
- Alexandre Manvélichvili, Histoire de la Géorgie, Nouvelles Éditions de la Toison d'Or, Paris, 1951, p. 282-283.
- Marie-Félicité Brosset, Histoire de la Géorgie. Livraison II : Histoire moderne de la Géorgie, Réédition Adamant Media Corporation  (ISBN 0543944808), p. 31-43.